# Liste der Kulturgüter in Oberburg
Die Liste der Kulturgüter in Oberburg enthält alle Objekte in der Gemeinde Oberburg im Kanton Bern, die gemäss der Haager Konvention zum Schutz von Kulturgut bei bewaffneten Konflikten, dem Bundesgesetz vom 20. Juni 2014 über den Schutz der Kulturgüter bei bewaffneten Konflikten sowie der Verordnung vom 29. Oktober 2014 über den Schutz der Kulturgüter bei bewaffneten Konflikten unter Schutz stehen.
Objekte der Kategorie A und B sind vollständig in der Liste enthalten, Objekte der Kategorie C fehlen zurzeit (Stand: 27. März 2024). Unter übrige Baudenkmäler sind geschützte Objekte zu finden, die im Bauinventar des Kantons Bern als «schützenswert» verzeichnet sind.

## Kulturgüter
| Foto |                                                                                           | Objekt                                                          | Kat. | Typ | Standort                                  | Beschreibung |
| ---- | ----------------------------------------------------------------------------------------- | --------------------------------------------------------------- | ---- | --- | ----------------------------------------- | --- |
| ja   | Datei hochladen · Wikidata zu Staldenhof (Q19362674)                                      | Bauernhaus Staldenhof KGS-Nr.: 09769                            | A    | G   | Untere Oschwandstrasse 38 614170 / 208653 | Dieses 1772 erbaute Bauernhaus ist ein ausgezeichneter Ständerbau mit belichtetem Kellersockel, doppelten Frontlauben und Dreiviertelwalmdach. Flache und reich verzierte Bogenstellungen mit profilierten Pfosten prägen die Fassade, während der Mitteleingang mit Freitreppe und kräftigem Gewände den repräsentativen Anspruch unterstreicht.                                                                                                 |
| ja   | Datei hochladen · Wikidata zu Reformierte Kirche mit Pfarrhaus und Nebenbauten (Q1640463) | Reformierte Kirche mit Pfarrhaus und Nebenbauten KGS-Nr.: 01133 | B    | G   | Kirchgasse 3, 11, 13 613825 / 209845      | Das 1497 erbaute Kirchengebäude ist ein einheitlich gestalteter, spätgotischer Hausteinbau mit Frontturm. Er steht auf einer künstlichen Aufschüttung mit mächtiger Stützmauer und überragt so das Dorfzentrum. Erreichbar ist die Kirche über eine überdachte Treppe. Daneben steht das ehemalige Pfarrhaus (heute Schulhaus) aus dem Jahr 1578, einem Putzbau mit aufgesetztem Fachwerk. Südlich gegenüber befindet sich das heutige Pfarrhaus. |

## Übrige Baudenkmäler
Hinweis: Anstelle der KGS-Nummer wird als Objekt-Identifikator (ID) die Grundstücksnummer verwendet.
| ID       | Foto |                                                                | Objekt                                            | Typ | Standort                                   | Beschreibung |
| -------- | ---- | -------------------------------------------------------------- | ------------------------------------------------- | --- | ------------------------------------------ | ------------ |
| 62       | BW   | Datei hochladen                                                | Stöckli (1883)                                    | G   | Breitenwaldstrasse 13 612862 / 206581      |              |
| 16       | BW   | Datei hochladen                                                | Bauernhaus, sog. Ammehus (1784)                   | G   | Breitenwaldstrasse 34 612815 / 206568      |              |
| 16       | BW   | Datei hochladen                                                | Speicher (1790)                                   | G   | Breitenwaldstrasse 34c 612841 / 206542     |              |
| 17       | BW   | Datei hochladen                                                | Ehemalige Schmiede (1850)                         | G   | Breitenwaldstrasse 19a 613800 / 206399     |              |
| 17       | BW   | Datei hochladen                                                | Bauernhaus (1876/77)                              | G   | Breitenwaldstrasse 19d 613795 / 206436     |              |
| 29       | BW   | Datei hochladen                                                | Speicher (1717)                                   | G   | Breitenwaldstrasse 45a 612499 / 206363     |              |
| 31       | BW   | Datei hochladen                                                | Bauernhaus (1813)                                 | G   | Breitenwaldstrasse 48 612535 / 206526      |              |
| 31       | BW   | Datei hochladen                                                | Speicher (1759)                                   | G   | Breitenwaldstrasse 51c 612544 / 206501     |              |
| 62       | BW   | Datei hochladen                                                | Speicher (1820)                                   | G   | Breitenwaldstrasse 18a 613205 / 207199     |              |
| 65       | BW   | Datei hochladen                                                | Bauernhaus (1852)                                 | G   | Lauterbachstrasse 33 612662 / 208047       |              |
| 65       | BW   | Datei hochladen                                                | Speicher (1708)                                   | G   | Lauterbachstrasse 33b 612679 / 208082      |              |
| 67       | BW   | Datei hochladen                                                | Bauernhaus (1831)                                 | G   | Lauterbachstrasse 41 612855 / 208078       |              |
| 67       | BW   | Datei hochladen                                                | Schmitte (1869)                                   | G   | Lauterbachstrasse 41a 612884 / 208092      |              |
| 80       | BW   | Datei hochladen                                                | Bauernhaus (um 1800)                              | G   | Obere Oschwandstrasse 28 613591 / 208348   |              |
| 108      | BW   | Datei hochladen                                                | Speicher (1644)                                   | G   | Untere Oschwandstrasse 56a 614259 / 207928 |              |
| 109      | BW   | Datei hochladen                                                | Bauernhaus (1782)                                 | G   | Untere Oschwandstrasse 37 614317 / 208420  |              |
| 109      | BW   | Datei hochladen                                                | Speicher (1741)                                   | G   | Untere Oschwandstrasse 37a 614349 / 208382 |              |
| 110      | BW   | Datei hochladen                                                | Bauernhaus (1751)                                 | G   | Untere Oschwandstrasse 40 614339 / 208744  |              |
| 161      | BW   | Datei hochladen                                                | Bauernhaus (1815)                                 | G   | Lauterbachstrasse 54 612241 / 207613       |              |
| 190      | BW   | Datei hochladen                                                | Speicher (1723)                                   | G   | Zimmerbergstrasse 60a 611421 / 208727      |              |
| 192      | BW   | Datei hochladen                                                | Bauernhaus (1849)                                 | G   | Zimmerbergstrasse 50 611463 / 208848       |              |
| 192      | BW   | Datei hochladen                                                | Speicher (um 1750)                                | G   | Zimmerbergstrasse 50a 611416 / 208832      |              |
| 194      | BW   | Datei hochladen                                                | Speicher (1727)                                   | G   | Zimmerbergstrasse 42a 611557 / 208828      |              |
| 195      | BW   | Datei hochladen                                                | Stöckli (1810)                                    | G   | Zimmerbergstrasse 52 611468 / 208819       |              |
| 203; 206 | BW   | Datei hochladen                                                | Doppel-Bauernhaus (1740)                          | G   | Zimmerbergstrasse 21, 23 611980 / 208667   |              |
| 223      | BW   | Datei hochladen                                                | Stöckli (1863)                                    | G   | Lauterbachstrasse 40 612373 / 208126       |              |
| 223      | BW   | Datei hochladen                                                | Speicher (1793)                                   | G   | Lauterbachstrasse 42b 612350 / 208101      |              |
| 236      | BW   | Datei hochladen                                                | Bauernhaus (um 1810)                              | G   | Zimmerbergstrasse 30 611919 / 208835       |              |
| 243      | BW   | Datei hochladen                                                | Bauernhaus (1. Viertel 19. Jh.)                   | G   | Zimmerbergstrasse 36 611887 / 209133       |              |
| 282      | BW   | Datei hochladen                                                | Kleinbauernhaus (um 1700)                         | G   | Schupposenstrasse 10 612659 / 208836       |              |
| 360      | BW   | Datei hochladen                                                | Wohnhaus (1927/28)                                | G   | Untere Oschwandstrasse 9 614459 / 209029   |              |
| 363      | BW   | Datei hochladen                                                | Villa (1926)                                      | G   | Untere Oschwandstrasse 11 614435 / 209023  |              |
| 436      | BW   | Datei hochladen                                                | Bauernhaus (1810)                                 | G   | Krauchthalstrasse 54 613671 / 209663       |              |
| 436      | BW   | Datei hochladen                                                | Speicher (spätes 18. Jh.)                         | G   | Krauchthalstrasse 64 613582 / 209621       |              |
| 439      | ja   | Datei hochladen · Wikidata zu Wohnstock (1790/91) (Q125178295) | Wohnstock (1790/91)                               | G   | Krauchthalstrasse 56 613627 / 209646       |              |
| 459      | BW   | Datei hochladen                                                | Wohnstock mit Speicherraum (1812)                 | G   | Emmentalstrasse 284 614828 / 208302        |              |
| 573      | BW   | Datei hochladen                                                | Wohnhaus (1905)                                   | G   | Schönenbühlweg 7 613851 / 209982           |              |
| 597      | BW   | Datei hochladen                                                | Treppenscherm (1921)                              | G   | Kirchgasse 13a 613837 / 209828             |              |
| 601      | BW   | Datei hochladen                                                | Ehemaliges Pfarrhaus / Schulhaus (1578)           | G   | Kirchgasse 11 613817 / 209821              |              |
| 606      | BW   | Datei hochladen                                                | Ehemaliger Pfrundspeicher mit Ofenraum (1754)     | G   | Kirchgasse 18 613846 / 209819              |              |
| 608      | ja   | Datei hochladen · Wikidata zu Pfarrhaus Oberburg (Q112036485)  | Pfarrhaus (1749)                                  | G   | Kirchgasse 3 613830 / 209792               |              |
| 611      | BW   | Datei hochladen                                                | Bauernhaus (1559)                                 | G   | Krauchthalstrasse 40 613832 / 209688       |              |
| 611      | BW   | Datei hochladen                                                | Stöckli (1756)                                    | G   | Krauchthalstrasse 40a 613829 / 209719      |              |
| 611      | BW   | Datei hochladen                                                | Speicher (Mitte 17. Jh.)                          | G   | Krauchthalstrasse 40c 613819 / 209711      |              |
| 626      | BW   | Datei hochladen                                                | Wohnhaus mit Büroräumen (1902)                    | G   | Krauchthalstrasse N.N. 614075 / 209760     |              |
| 627      | BW   | Datei hochladen                                                | Bauernhaus (1831)                                 | G   | Krauchthalstrasse 26 614003 / 209741       |              |
| 669      | BW   | Datei hochladen                                                | Gasthof Löwen (1845)                              | G   | Emmentalstrasse 34 614185 / 209816         |              |
| 688      | BW   | Datei hochladen                                                | Wohnhaus mit Schmitte (Mitte 19. Jh.)             | G   | Krauchthalstrasse 1 614194 / 209776        |              |
| 804      | BW   | Datei hochladen                                                | Primarschulhaus (1877)                            | G   | Stöckernfeldstrasse 2 614354 / 209334      |              |
| 832      | BW   | Datei hochladen                                                | Wohnhaus (1891)                                   | G   | Emmentalstrasse 67 614625 / 209335         |              |
| 833      | BW   | Datei hochladen                                                | Hammerschmiede (1760–1762)                        | G   | Emmentalstrasse 75 614672 / 209318         |              |
| 1024     | BW   | Datei hochladen                                                | Stöckli mit Ofenraum (um 1800)                    | G   | Rohrmoos 41 611690 / 210977                |              |
| 1036     | BW   | Datei hochladen                                                | Speicher mit Ofenraum und Schnefelstube (um 1800) | G   | Rohrmoos 24a 611774 / 211126               |              |
| 1037     | BW   | Datei hochladen                                                | Speicher (1724)                                   | G   | Rohrmoos 20d 611835 / 211094               |              |
| 1041     | BW   | Datei hochladen                                                | Speicher (1744)                                   | G   | Rohrmoos 45a 611673 / 211071               |              |
| 1140     | BW   | Datei hochladen                                                | Kirchgemeindehaus (1806)                          | G   | Kirchmattweg 2 613931 / 209838             |              |
| 1172     | BW   | Datei hochladen                                                | Stöckli (1831)                                    | G   | Lauterbachstrasse 124 610812 / 204325      |              |
| 1396     | BW   | Datei hochladen                                                | Wohnstock (um 1860/1870)                          | G   | Lauterbachstrasse 35 612693 / 208054       |              |